# شيلم
الجودار أو الشَّيْلَمُ أو الشَّوْلَمُ أو الشَّالَمُ أو السُّلْت (الاسم العلمي: Secale) هو جنس نباتي يتبع الفصيلة النجيلية من رتبة القبئيات.

## الوصف النباتي
لقد وجد نبات الشيلم (الجودر) في قارة آسيا ونقل منها إلى القارات الأخرى
وله قدرة على تحمل الحرارة المنخفضة والبرودة ويزرع في مناطق نصف الكرة الشمالي
وفي المناطق الجبلية حتى ارتفاع ألف وستمائة متر. والشيلم نبات عشبي حولي زراعي،
له ساق دقيقة جوفاء، مستطيلة السلاميات أوراقه عصفية ضيقة النصل ولونها أخضر باهت
أحمر المواج، وسنبلته مستطيلة الشكل، وسنيبلاته ثلاثية الصف عقيمة الزهرة الوسطى سفوية
العصيفات العليا، حبه يشبه البر إلا أنه أدق وأطول. يستعمل طحين الشيلم في صناعة الخبز.

## منأنواعهالموجودة في الوطن العربي
- الشيلم المزروع (باللاتينية: Secale cereale)
- الشيلم المنقبض (باللاتينية: Secale strictum)